# Betty Faria
Elizabeth Maria Silva de Faria (Rio de Janeiro, 8 de maio de 1941) é uma atriz e escritora brasileira. Prolífica na atuação desde a década de 1960, tornou-se muito conhecida como um ícone da teledramaturgia nacional por protagonizar obras de grande sucesso popular, especialmente na televisão e no cinema. Faria é ganhadora de vários prêmios, incluindo dois Prêmios APCA, dois Prêmios Air France e estatuetas do Festival de Gramado e Festival de Brasília, além de ter recebido indicações para um Troféu Imprensa e um Prêmio Qualidade Brasil.
Após iniciar uma carreira como bailarina profissional no renomado Theatro Municipal do Rio de Janeiro, Faria começou a frequentar o meio artístico que lhe abriu portas para atuar como atriz no teatro. Em 1965, ela apareceu no elenco do espetáculo As Inocentes do Leblon sob a direção de Antônio Cabo. Betty fez sua estreia na televisão no mesmo período no seriado TNT (1965) em pequenas aparições. Sua primeira telenovela, gênero o qual se consagrou, foi Acorrentados (1969), da RecordTV. Ela logo foi contratada pela TV Globo para atuar em A Última Valsa (1969). Seu primeiro sucesso popular ocorreu em Pigmalião 70 (1970), recebendo o Troféu Helena Silveira, seguido de sua primeira protagonista em 1972 na novela O Bofe.
Frequentou o Teatro Oficina, onde amadureceu como atriz, sendo dirigida por grandes nomes do teatro, como Zé Celso Martinez em Pequenos Burgueses (1967). Betty sempre diversificou seus trabalhos, tendo destaque também no cinema, fazendo sua estreia na obra de Nelson Rodrigues, O Beijo (1964), em uma participação especial. Recebeu aclamação da crítica como uma cantora decadente no drama A Estrela Sobe (1974), dirigido por Bruno Barreto, recebendo o Prêmio Air France. Ela recebeu duas vezes o Prêmio APCA de Melhor Atriz por dois sucessos seguidos de sua carreira, as novelas O Espigão (1975) e Pecado Capital (1975).
Betty progrediu sua carreira na televisão em papéis importantes nas novelas Duas Vidas (1976), Água Viva (1980), Baila Comigo (1981), Partido Alto (1984) e O Salvador da Pátria (1989). Recebeu o prêmio de Melhor Atriz no Festival de Gramado por seu papel em Anjos do Arrabalde (1987). Já consagrada, foi internacionalmente reconhecida por estrelar o drama Romance da Empregada (1988) no cinema, sendo premiada no Festival de Havana e no Festival do Rio. Em seguida, fez o maior papel de sua carreira na pele da protagonista de Tieta (1989), fenômeno popular na cultura brasileira que a colocou na história da teledramaturgia nacional e lhe rendeu a primeira e única nomeação ao Troféu Imprensa. 
Em 1992, foi eleita Melhor Atriz Coadjuvante no Festival de Brasília por seu desempenho em Perfume de Gardênia, de Guilherme Almeida Prado. Alguns desafetos a afastaram da TV Globo na década de 1990 e ela reduziu suas aparições. Protagonizou a novela independente A Idade da Loba (1995), exibida pela Band TV. Regressou à maior emissora do país em destaque na novela A Indomada (1997) no papel da Juíza Mirandinha. Destacou-se ainda em Suave Veneno (1999), América (2005), Avenida Brasil (2012) e Boogie Oogie (2014). Interpretando a protagonista da peça Shirley Valentine (2009) recebeu aclamação da crítica e foi indicada ao Prêmio Shell. Nos anos recentes, Betty esteve em evidência do público no papel da divertida Elvirinha em A Força do Querer (2017) e da socialite falida Belisa em Volta por Cima (2024).

## Juventude

### Início da vida e primeiros passos como bailarina

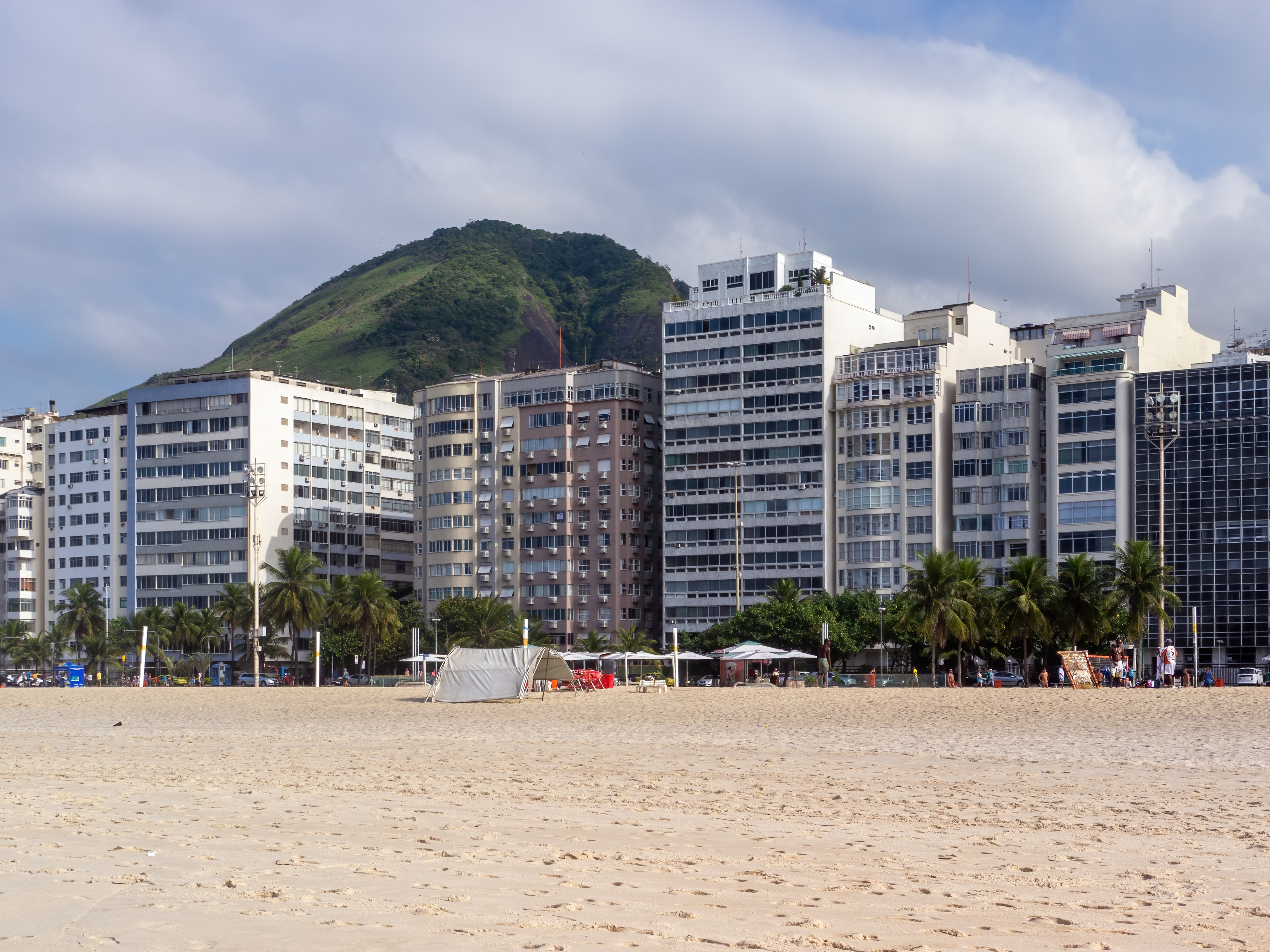
Vista de Copacabana, bairro em que Betty nasceu e cresceu.

Betty nasceu no início dos anos 1940 em Copacabana, bairro do Rio de Janeiro, filha única do militar Marçal Moura de Faria e da dona de casa Elsa Gonçalves Pereira da Silva. Devido ao trabalho de seu pai, ela mudou de cidade várias vezes até completar doze anos, passando por lugares como Pelotas, no Rio Grande do Sul, além de São Paulo e Lorena.
A condição de ser filha única não foi uma escolha dos pais. Após o nascimento de Betty, sua mãe Elsa engravidou várias vezes, mas sem sucesso. Em entrevista, a atriz revela que sempre se sentiu bastante solitária por não ter irmãos, especialmente devido às constantes mudanças de cidade. Aos quatro anos, enquanto morava em Lorena, sua mãe a levou a um circo local, onde Betty se encantou com o espetáculo e decidiu que queria seguir a carreira de atriz. O fascínio foi tanto que, em uma ocasião, ela tentou fugir de casa para se juntar ao circo itinerante que estava na cidade.
Ao retornar ao Rio de Janeiro aos seis anos, Betty manifestou o desejo de estudar balé. Inicialmente contrário à ideia, seu pai concordou sob a condição de que ela também frequentasse aulas de piano, mesmo que Betty não gostasse muito do instrumento. Durante quatro anos, ela estudou balé com sua professora Alexandra.

### Início da carreira artística na dança
Aos dez anos de idade, Betty precisou mudar-se novamente. Desta vez, sua família se instalou em Campo Grande, no Mato Grosso do Sul. Lá, não havia escolas de balé, apenas de piano, o que frustrou Betty. Somente dois anos mais tarde, ao retornar ao Rio de Janeiro, ela pôde retomar seus estudos de balé. Iniciou na renomada Ballet do Rio de Janeiro, sob a direção de Dalal Aschar, onde teve aulas de balé clássico com a russa Marie Makarova, Pierre Kleimou e Eugênia Feodorova. Posteriormente, explorou o balé moderno com Nina Verchinina e começou seus estudos de jazz com Jennie Dall e Jo Jo Smith.
Conforme o interesse de Betty em seguir uma carreira artística se intensificava, seu pai começou a discordar de suas aulas de dança. Para ganhar independência financeira, ela passou a dar aulas de balé em turmas da escola de Sandra Dieckens, primeira bailarina do Theatro Municipal do Rio de Janeiro. Aos dezesseis anos, já estava ganhando seu próprio dinheiro com as aulas de balé clássico. Durante sua adolescência, Betty se considerava uma "menina rebelde", fugindo de casa, fumando na escola, frequentando clubes de dança e indo sozinha ao cinema, conforme relatou em entrevista. Ela era particularmente apaixonada por filmes musicais estrelados por Marlon Brando.
Betty também participou do Ballet dos Clubes, sob a coordenação de Sandra Dieckens, apresentando-se com balé clássico, balé moderno, jazz e sapateado em vários clubes do Rio de Janeiro, apesar da desaprovação constante de seu pai. As frequentes discordâncias em casa a motivavam a buscar independência. Por isso, decidiu fazer um teste para o programa Noite de Gala, da TV Rio, na época o meio que oferecia melhor remuneração e visibilidade para dançarinos. Após ser aprovada no teste, estreou na televisão dançando no programa em uma escadaria.
Em 1960, Betty fez um teste para um grande musical chamado Skindô, produzido por Sonia Shaw e Bill Hitchcock, que reuniram no Brasil um elenco de renomados cantores da época, como Agnaldo Rayol, Moacyr Franco e Madalena de Paula. Entre mais de 50 candidatas, Betty foi escolhida. Convenceu seu pai a emancipá-la para que pudesse viajar com o espetáculo. No entanto, ela e Sonia Shaw, idealizadora do espetáculo, frequentemente entravam em desentendimentos. Após estrear no Golden Room do Copacabana Palace, o show seguiu para o Uruguai e Argentina.

## Carreira

### 1960—69: Escalada na cena artística carioca e estreia como atriz

Faria em uma apresentação de dança em 1961.

Após sua estreia no espetáculo Skindô, Betty foi novamente convidada por Sonia Shaw para integrar o show Tio Samba, onde se destacou em alguns solos de balé moderno. Nessa época, mudou-se para São Paulo, residindo com colegas do espetáculo. Durante a temporada, enfrentou uma lesão no joelho que a levou a momentos difíceis. Posteriormente, retornou ao Rio de Janeiro, onde passou por uma cirurgia de recuperação.
Durante o período de reabilitação, procurou contatos na TV Rio em busca de trabalho e conseguiu um cargo como apresentadora em um programa jornalístico de Fernando Barbosa Lima na emissora. Simultaneamente, fez um teste para um programa infantil exibido aos sábados, tornando-se a "Garota Kibon". Gradualmente, superou sua lesão e retornou à dança. Em 1963, deixou a televisão para voltar aos palcos, participando da montagem de Chica da Silva 63, atuando ao lado de Grande Otelo, o que lhe rendeu visibilidade. Foi vista por Flávio Tambellini, que a convidou para integrar o elenco do filme O Beijo, baseado na obra de Nelson Rodrigues. Ao ver uma foto do filme, seu pai chegou a considerar processar a produção do longa-metragem.
Durante uma visita a Grande Otelo em uma clínica de reabilitação, conheceu Vinicius de Moraes, com quem desenvolveu amizade. Ele a convidou para participar da gravação da música "Canto de Ossanha". Também conheceu o bailarino e coreógrafo Lennie Dale, conhecido por sua participação em West Side Story na Broadway. Juntos, colaboraram em vários projetos teatrais e televisivos. Em 1964, migrou para a TV Excelsior para participar do programa Rio Rei, dirigido por Luís Carlos Miele e Ronaldo Bôscoli. No ano seguinte, inaugurou as transmissões da TV Globo no musical Dick e Betty 17, mantendo a parceria com a dupla mencionada anteriormente. No mesmo ano, fez parte do musical Alô, Dolly! e do seriado TNT, interpretando uma secretária.
No início de sua carreira, enfrentou considerável preconceito por não possuir formação teatral tradicional, o que a incentivou a buscar constante aprimoramento através de aulas com diversos professores. Em 1965, conquistou um papel na peça As Inocentes do Leblon, revelando um novo aspecto de sua carreira voltado para a comédia. Com poucas oportunidades na atuação, soube da produção de um filme através de seu amigo Hugo Carvana. Após insistência, conseguiu realizar um teste e foi aprovada para atuar no filme Amor e Desamor, gravado em Brasília, contracenando com Leonardo Villar. Em 1966, retornou aos palcos na reestreia de Onde Canta o Sabiá, ao lado de Marieta Severo, Gracindo Júnior, Maria Gladys e um grande elenco.
Continuando a buscar aprimorar suas habilidades como atriz, envolveu-se com grupos teatrais, inicialmente no Teatro Jovem, dirigido por Kleber Santos. Lá, teve aulas com Nelson Xavier e contou com colegas como José Wilker, Cecil Thiré e Isabel Ribeiro. Em seguida, ingressou no Teatro Oficina, onde foi descoberta por Zé Celso, recebendo o convite para atuar em Os Pequenos Burgueses. Sua participação no Oficina marcou um amadurecimento como atriz e a superação de inseguranças oriundas de sua experiência anterior como bailarina em shows noturnos. Nesse período, iniciou um relacionamento com Cláudio Marzo, com quem viveria de 1967 a 1969, e teve sua primeira filha, a atriz Alexandra Marzo. À época, Cláudio já era reconhecido como um dos galãs da televisão brasileira. Durante esse período, ela e seu amigo Antônio Pedro fundaram sua própria companhia teatral, o Teatro Carioca de Arte, enfrentando pressões da censura militar para realizar suas montagens, até que decidiram encerrar as atividades do teatro.
Desempregada e com a filha Alexandra a caminho, Betty começou a realizar trabalhos de dublagem nos estúdios da Herbert Richers. Em 26 de setembro de 1968, no aniversário de Cláudio, nasceu sua filha. Diante das dificuldades financeiras e da responsabilidade de criar uma filha, a atriz buscou ajuda com sua amiga Leila Diniz, conhecida por sua participação em várias novelas, que a levou à TV Rio para trabalhar na novela Os Acorrentados, de Janete Clair. Na trama, ambientada na Jamaica, interpretou "Sonia Maria". No entanto, a emissora enfrentava dificuldades financeiras, pagando seus funcionários com eletrodomésticos. Foi então que Betty encontrou uma oportunidade nas novelas da recém-inaugurada TV Globo, graças a Fábio Sabag e Daniel Filho, conseguindo um papel na produção já em andamento de A Última Valsa.
A partir desse momento, Betty passou a integrar regularmente as produções televisivas. Em Rosa Rebelde (1969), estrelada por Glória Menezes e Tarcísio Meira, interpretou uma personagem principal e contracenou com Cláudio Cavalcanti. No mesmo ano, alcançou seu primeiro grande papel em Véu de Noiva, desempenhando o papel de uma vilã. Na trama, Cláudio Marzo era o protagonista, dividido entre os personagens de Betty e Regina Duarte.

### 1970—79: Consolidação da carreira na televisão
Em 1970, Betty Faria ganhou destaque em Pigmalião 70 interpretando "Sandra", uma jovem astuta e cheia de malandragem. Pelo seu desempenho, foi agraciada com o Troféu Helena Silveira, um importante prêmio da época para melhor atriz coadjuvante. Os anos 1970 foram extremamente produtivos em sua carreira. Iniciou atuando em dois filmes undergrounds: As Piranhas do Asfalto, dirigido por Neville d'Almeida, e Os Monstros de Babalu, de Eliseu Visconti, este último nunca visto por Betty, ambos proibidos pela censura federal.
Em 1972, retornou à televisão em um projeto inovador e controverso para o horário das dez horas, O Bofe. Este trabalho marcou um dos primeiros grandes papéis da atriz, interpretando "Guiomar", uma viúva com forte apelo popular e cômico, que saía do subúrbio do Rio para Copacabana com o intuito de "paquerar". No ano seguinte, em 1973, destacou-se em Cavalo de Aço como a vilã "Joana", filha de um grande latifundiário que é assassinado na trama, e fez uma participação especial no episódio "Irmão Mar, Irmão Terra" do seriado Caso Verdade.
Em 1974, voltou aos palcos com o musical de Chico Buarque, Calabar, onde estava escalada para interpretar "Ana de Amsterdã". Produzido por Chico, Fernando Torres e Fernanda Montenegro, com direção de Fernando Peixoto, o espetáculo estava em plena produção quando foi censurado pelo Regime Militar, deixando todos os envolvidos desempregados. Betty ficou desapontada com a situação e sentiu-se perdida em relação à profissão. Nessa época, vivia em um pequeno apartamento com sua filha, adquirido com o dinheiro que ganhou ao posar nua para a revista Playboy. Foi então que surgiu um convite de Bruno Barreto, que a observara nos ensaios de Calabar, para protagonizar seu filme A Estrela Sobe. Interpretando uma cantora de rádio dos anos 1940, Betty recebeu elogios da crítica e ganhou o Prêmio Air France de Cinema de melhor atriz. Durante as filmagens, aproximou-se de Daniel Filho, por quem se apaixonou e com quem viria a se casar mais tarde, tendo seu segundo filho, João de Faria Daniel.
Após o revés com o cancelamento de Calabar, Betty decidiu voltar-se novamente para a televisão. Em 1974, ganhou grande popularidade com sua personagem "Lazinha" na novela O Espigão. No ano seguinte, foi escalada para interpretar a famosa "Viúva Porcina" na primeira versão da novela Roque Santeiro, dirigida por seu então marido Daniel Filho. Infelizmente, a novela foi censurada no dia de sua estreia, apesar de ter 30 capítulos gravados e 10 prontos para ir ao ar. Todo o elenco foi reaproveitado na novela seguinte, o grande sucesso Pecado Capital (1975). Interpretando "Lucinha", Betty foi pioneira mundialmente ao romper com o estereótipo tradicional de mocinhas indefesas e dependentes de galãs, introduzindo protagonistas femininas fortes e batalhadoras, geralmente trabalhadoras, populares e moradoras de subúrbio. Essa característica ainda é explorada até os dias de hoje pela TV Globo e por muitas outras emissoras ao redor do mundo. Paralelamente, esteve em cartaz na peça Putz, ao lado de Juca de Oliveira e Luiz Gustavo.
Após seu sucesso nos palcos, cinema e televisão entre 1974 e 1975, Betty decidiu fazer uma viagem pela Europa. Ao retornar, em 1976, foi convidada por Janete Clair para protagonizar a novela Duas Vidas. Também fez parte do elenco do filme Dona Flor e Seus Dois Maridos. Durante as gravações da novela, enfrentou uma crise em seu casamento com Daniel Filho, resultando na separação do casal. Foi então convidada por Gilberto Braga para protagonizar Dancin' Days como a ex-presidiária "Júlia", mas recusou o papel, que acabou ficando com Sônia Braga, devido à recente separação de Daniel Filho, diretor da novela. Nos anos seguintes, dedicou-se ao cinema, participando do filme O Cortiço em 1978 e alcançando o auge de sua carreira no cinema brasileiro com Bye Bye Brasil em 1979, um road movie filmado em diversas regiões do Brasil.

### 1980—89: Prosseguimento da carreira e sucesso mundial como "Tieta"
Nos anos 1980, Betty continuou a brilhar na televisão. Em Água Viva, de Gilberto Braga, ela encarnou a protagonista "Lígia", uma mulher bonita e charmosa, de origem humilde que alcançou a classe média alta carioca após seu segundo casamento, enfrentando preconceitos. A novela foi um sucesso estrondoso na época de sua exibição original, e a personagem de Betty conquistou o público por ser uma mulher que optou por abrir mão de seu casamento com um homem muito rico para viver seu grande amor. Seu papel também fez sucesso em Portugal, levando a atriz a viajar para o país e gravar um especial na RTP composto por cinco histórias, onde interpretava cinco personagens distintos.
Em 1981, foi chamada para a novela Baila Comigo, de Manoel Carlos, onde, depois de uma série de trabalhos, não assumiu o papel de protagonista. No entanto, sua personagem representou um retorno de Betty às suas raízes na dança. Na trama, interpreta a professora de dança "Joana", que ama profundamente seu ofício. Bonita e cativante, atrai a atenção de "Caio" (Carlos Zara) e "Quim" (Raul Cortez). Apesar de sua beleza e charme, não consegue se envolver emocionalmente com nenhum homem, pois valoriza sua independência, especialmente afetiva. Contudo, acaba se envolvendo com "João Victor" (Tony Ramos), seu vizinho no apart-hotel onde reside. No desfecho da história, revela um segredo doloroso: custeia o tratamento do ex-marido, internado em uma clínica devido a uma doença grave, que acaba resultando em sua morte.
Na primeira metade dos anos 1980, iniciou uma frutífera colaboração com o autor Aguinaldo Silva. Com ele, gravou dois especiais: Lili Carabina, que mais tarde se transformaria em um filme, e A Hora do Carrasco. Em 1983, interpretou uma viúva na minissérie Bandidos da Falange, também escrita por Aguinaldo. Ainda em 1983, participou do filme O Bom Burguês, que, segundo a atriz, foi um retorno aos seus dias de militância política e ao movimento teatral contra a ditadura. Também esteve em cartaz na peça Amor Vagabundo, dirigida por Domingos de Oliveira, onde interpretava dois personagens ao lado de Jorge Dória, com quem teve uma relação de trabalho desafiadora devido a conflitos entre os dois.
Em 1984, outro sucesso de audiência, desta vez em parceria com Aguinaldo Silva e Glória Perez na novela Partido Alto. Na trama, ela interpretou "Jussara", uma manicure e porta-bandeira de escola de samba, mais uma vez conquistando o público com uma personagem popular. Após o término da novela, foi convidada para reviver os tempos em que apresentava o Brasil Pandeiro, estrelando o programa Betty Faria Especial, onde interpretava diversos papéis, cantava e dançava. Nesse mesmo período, posou pela segunda vez para a revista Playboy.
Vivendo um período de grande destaque em sua carreira, Betty embarcou em viagens pelo mundo. Durante um festival de cinema no Rio de Janeiro, conheceu Dennis Hopper, que a convidou para passar um tempo em Los Angeles. De lá, seguiu para a Índia para participar do Festival de Nova Deli. Após retornar aos Estados Unidos, decidiu aceitar o convite de Hopper para passar uma temporada em Los Angeles, determinada a buscar uma carreira internacional. Neste momento, recebeu um convite para participar da nova versão de Roque Santeiro, novamente no papel de "Viúva Porcina". Apesar do convite, Betty recusou a oferta, e a personagem acabou sendo interpretada por Regina Duarte, alcançando grande popularidade. Betty retornou a Los Angeles com a intenção de conquistar oportunidades na indústria cinematográfica internacional.
Decisões pessoais e políticas eventualmente a trouxeram de volta ao Brasil, levando-a a desistir da carreira internacional. Ao retornar ao país, concentrou-se em projetos cinematográficos, incluindo o filme coproduzido com a França Jubiabá, dirigido por Nelson Pereira dos Santos. Este filme também marcou a estreia de sua filha, Alexandra, nas telas. Em seguida, voltou para a televisão na série Anos Dourados, onde interpretou a mãe do protagonista, papel de Felipe Camargo. Em 1987, protagonizou o filme Anjos do Arrabalde, que narra a história de três professoras da periferia de São Paulo. Interpretando uma delas, "Dália", Betty foi premiada como melhor atriz no Festival de Gramado. Logo depois, fez uma breve participação no filme Um Trem para as Estrelas.
Em 1988, Betty ganhou reconhecimento nacional e internacional com o filme Romance da Empregada, onde viveu "Fausta", uma empregada doméstica em conflitos pessoais entre a pobreza e o desejo de uma vida melhor. O filme participou de mostras e festivais ao redor do mundo, e Betty recebeu os prêmios de melhor atriz no Festival de Havana, no Festival de Sorrento, além de seu segundo Prêmio Air France de Cinema. Em 1989, estrelou Lili, a Estrela do Crime, revivendo sua personagem "Lili Carabina", originalmente concebida para a televisão. Também neste ano, atuou na novela O Salvador da Pátria, escrita por Lauro César Muniz, interpretando a fazendeira "Marina". Em entrevistas, Betty admitiu que, apesar de gostar de sua personagem na novela, não conseguiu desenvolvê-la da maneira que gostaria. A trama de suspense político foi um grande sucesso, tornando-se uma das novelas mais assistidas da época. 
Em seguida, emendou outro grande clássico pelo qual é lembrada até hoje, Tieta. Interpretando a protagonista título, a trajetória de Betty com Tieta começou em 1976, quando visitou Jorge Amado e Zélia Gattai na Europa. Zélia mencionou que Jorge estava escrevendo um livro com uma personagem que seria perfeita para a atriz. Durante o Festival de Cannes, ela encontrou novamente o casal, que confirmou estar negociando os direitos do livro. Betty negociou diretamente com a TV Globo para interpretar "Tieta", o que resultou em um sucesso mundial. Sua personagem na trama é descrita como bela, sensual, apaixonada e fervorosa pela vida. Expulsa da cidadezinha de Santana do Agreste pelo pai aos dezoito anos, quando era mais livre e rebelde. Antes de alcançar grande riqueza, supostamente com a ajuda de um comendador, enfrentou inúmeras dificuldades. Essas experiências lhe proporcionaram grande sabedoria e maturidade. Vinte anos depois, retorna para se vingar da hipocrisia que impera na cidade, embora esconda seu passado como uma renomada cafetina em São Paulo. Ela foi indicada ao Troféu Imprensa de melhor atriz por sua atuação na novela.

### 1990—99: Declínio na TV Globo e demais trabalhos
Após o estrondoso sucesso de Tieta, Betty começou a enfrentar alguns problemas contratuais e os trabalhos na televisão foram diminuindo. Aguinaldo Silva escreveu um papel para ela em Pedra Sobre Pedra, mas não pôde interpretá-lo, sendo Renata Sorrah escolhida para o papel. Faria sentiu-se prejudicada na emissora. Em 1992, foi escalada para a novela sucessora, De Corpo e Alma, onde desempenhou um papel diferente do habitual, como "Antônia", uma mulher sensível e submissa, que não aceita o fim de seu casamento com "Diogo", papel de Tarcísio Meira, e faz de tudo para mantê-lo. A atriz é reconhecida por seus papéis fortes e imponentes. Neste ano, ainda, embarcou no projeto Betty na Estrada, idealizado por Lennie Dale, no qual ela também produziu. No espetáculo, ela cantava músicas tema de seus personagens, como o Rock da Lili Carabina e o tema de Baila Comigo, da Rita Lee.
No cinema, atuou em um papel secundário em Perfume de Gardênia, pelo qual foi eleita Melhor Atriz Coadjuvante pelo Festival de Cinema de Brasília. Em 1993, foi convidada por Nicolau Breyner para atuar em uma novela portuguesa chamada Verão Quente. Após sua participação em uma produção fora da Globo, voltou a ter desavenças com a emissora. Ao retornar da temporada em Portugal, seu contrato com a TV Globo foi encerrado. Após esse incidente, perdeu a amizade com Boni e ficou sem trabalho na televisão. Com as desavenças na televisão, voltou-se novamente para o teatro e remontou sua peça Camaleoa, investindo o dinheiro ganho em Portugal na produção do espetáculo. Durante uma temporada, foi convidada por Paulo José para uma participação especial na minissérie Incidente em Antares.
Em 1995, assinou contrato com a Band sendo convidada por Jayme Monjardim para protagonizar A Idade da Loba, uma produção independente escrita por Alcione Araújo, onde interpreta "Valquíria", que, após a morte do marido, deixa a pequena cidade de São João do Barreiro, interior de São Paulo, em busca de realização profissional, ao lado de sua melhor amiga, "Irene" (Ângela Vieira). Nesta nova fase, "Valquíria" e "Irene" reencontram um antigo amor de trinta anos atrás, "Montenegro" (Adriano Reys). Esse reencontro é marcado por inúmeros desencontros, incluindo a dificuldade de Montenegro e Valquíria permanecerem juntos de forma definitiva. Ainda na emissora, realizou uma participação especial em O Campeão (1996), no papel de uma cobradora de ônibus que testemunha um assassinato.
Em 1996, conseguiu retornar para a TV Globo, apesar das reticências de Boni, convencido por Daniel Filho, Paulo Ubiratan e Aguinaldo Silva. No entanto, seu retorno foi sob a condição de ser contratada apenas por obra. Ubiratan interveio na situação e conseguiu um contrato de três anos para ela na emissora. Em 1997, esteve no ar em A Indomada como "Juíza Mirandinha", que vive em brigas com o prefeito da fictícia cidade em que se passa a obra, em razão de ser contra as obras que o mesmo realiza na cidade. Também nesse ano, atuou no filme For All - O Trampolim da Vitória, que abordou as transformações ocorridas durante a Segunda Guerra Mundial na cidade de Natal.
Em 1998, ela teve a oportunidade emocionante de retornar ao teatro com seus amigos do Teatro Carioca de Arte, incluindo Cláudio Marzo, Antônio Pedro e sua filha Alexandra Marzo no elenco. Inspirada por uma sugestão de Flávio Marinho, que a convenceu após assistir a uma peça off-Broadway, ela comprou os direitos da obra Um Caso de Vida ou Morte. Flávio foi o mentor dessa iniciativa, que envolveu três textos de autores renomados como David Mamet, Ellen May e Woody Allen, cada um dirigido por diretores distintos. O ambiente familiar dos ensaios, inclusive em sua casa, culminou em uma temporada feliz no Teatro dos Quatro, no Rio de Janeiro.
Em 1998, fez parte do elenco da minissérie Labirinto, atuando ao lado de Paulo José, como "Leonor", e teve uma participação especial como ela mesma na novela Pecado Capital, uma adaptação do grande sucesso em que protagonizou em 1975. Em 1999, voltou a trabalhar com Aguinaldo Silva sendo convidada para atuar em Suave Veneno, o papel de "Carlota Valdez", uma mulher misteriosa de comportamento ambíguo – ex-amante de "Figueira" (Kadu Moliterno), ela acaba se apaixonando por "Valdomiro" (José Wilker) e entra em disputa com "Lavínia" (Glória Pires) por ele.

### 2000—16: Volta às novelas, contratação no SBT e retorno à Globo

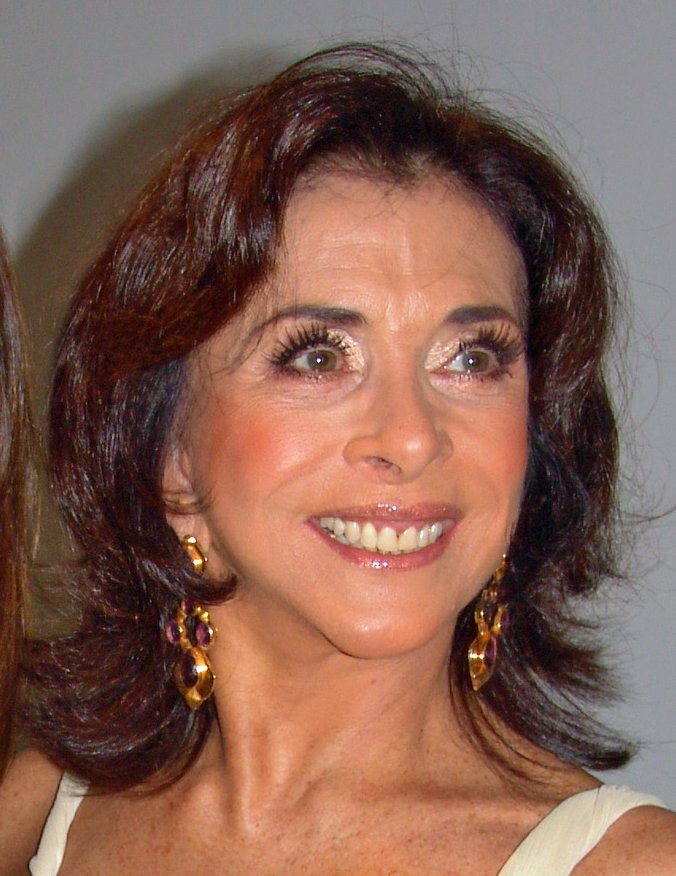
Faria em 2006 durante festa de lançamento da novela Pé na Jaca.

No início dos anos 2000, a carreira da atriz passou por um hiato de quase cinco anos na televisão, reduzindo suas aparições a pequenas participações em seriados, como no episódio "Duro de Debutar" de Sai de Baixo (2000) e no episódio "O Filho da Mãe" de A Grande Família (2001). Em 2002, rompeu contrato com a TV Globo alegando estar cansada de ser colocada na "geladeira" da emissora, que recusava seus projetos, incluindo um programa de auditório para mulheres. Em 2004, produziu e estrelou o filme dramático Bens Confiscados, sob a direção de Carlos Reichenbach, no papel da enfermeira "Serena", que foi amante de um conhecido senador da República tendo que se exilar no interior quando o caso veio à tona na imprensa. Apesar da obra ter sido considerada irregular, a performance de Betty recebeu elogios da crítica e ela foi premiada no Cine Ceará como melhor atriz.
Após seis anos longe das novelas, foi convidada por Jayme Monjardim e Glória Perez para integrar o elenco de América, de Perez, que tinha como enredo a travessia de imigrantes nos Estados Unidos em busca de melhores condições de vida. Na trama, intepreta "Djanira Pimenta", a chefe da quadrilha de "atravessadores" ilegais de imigrantes na fronteira que se passa como empresária do eixo Rio-Miami. No ano seguinte, em 2006, aparece em uma participação especial na novela Alma Gêmea e no seriado Sob Nova Direção. Neste ano, ainda, é escalada para a novela Pé na Jaca, de Carlos Lombardi, no papel de mais uma vilã, a interesseira "Laura", que foi capaz de forjar um falso exame de DNA da própria filha em prol de seu interesse na fortuna de "Último" (Fúlvio Stefanini).
Em 2007, mais uma vez colabora com Aguinaldo Silva, dessa vez na novela Duas Caras, no papel da misteriosa "Bárbara Carreira", governanta de "Ferraço" (Dalton Vigh), por quem nutre um amor maternal. No passado, "Bárbara" foi prostituta e cúmplice de crime da "Hermógenes" (Tarcísio Meira), homem que comprou "Ferraço" quando criança para ajudar em seus trambiques. Entre 2007 e 2008, voltou a fazer participações especiais em A Grande Família voltando ao papel de "Selma Carrara", a mãe de Agostinho Carrara. Foi premiada no Festival de Cinema de Cartagena, na Colômbia, como melhor atriz coadjuvante pelo filme Chega de Saudade, em 2007.[carece de fontes?]
Em 2009, assinou contrato de oito meses com o SBT e aceitou o convite para atuar na novela Uma Rosa com Amor, um remake da novela homônima de Vicente Sesso, exibida pela TV Globo em 1972. Interpretou "Amália Petroni", a mãe da protagonista vivida por Carla Marins. Em setembro de 2011, Betty esteve em Vitória, onde encerrou a 3ª edição do Circuito Banescard de Teatro. Em 2012, retoma seu contrato com a TV Globo para atuar na série As Brasileiras e na novela das nove Avenida Brasil, de João Emanuel Carneiro, entrando na metade da trama para intepretar "Pilar Albuquerque", a mãe de "Aléxia" (Carolina Ferraz), que reaparece completamente falida e descompensada. Espivitada, ela está sempre alcoolizada com um drink na mão. Em 2014, juntamente com Francisco Cuoco, foi escalda para interpretar os personagens que seriam de Lima Duarte e Regina Duarte, respectivamente, em Boogie Oogie, novela de Rui Vilhena para o horário das seis, no papel de "Carlota", uma mulher muito positiva e cheia de vitalidade. Neste ano, também, protagonizou a série Passionais, do canal Lifetime.
Em 2015, ano em que comemorou seus 50 anos de carreira, Betty passou por uma intensa preparação para estrelar o espetáculo de comédia A Atriz, escrito pelo britânico Peter Quilter. Com o fim das gravações de Boogie Oogie, foi convidada para protagonizar a peça após a desistência de Marília Pêra da produção, que alegou insatisfação com a produção. Em um mês, Betty teve que gravar as 75 páginas de falas de sua personagem, "Lydia Martin", uma atriz de teatro que está prestes a encenar sua última apresentação e tomada por dúvidas do rumo de sua carreira. Também atuou no episódio "Um Sogro do Outro Mundo" do humorístico Tomara que Caia, substituindo a atriz Heloísa Perissé. Em 2016, voltou a encarnar Tieta no Criança Esperança, durante uma ação que relembrou os principais personagens da teledramaturgia brasileira.

### 2017—presente: "Elvirinha" emA Força do Querere trabalhos recentes
Em 2017, destacou-se no elenco da novela A Força do Querer, sucesso de audiência de Glória Perez, no papel da divertida "Elvirinha", formando um divertido par romântico com Othon Bastos. A dupla entra em cena na metade da novela, voltando ao Brasil dos Estados Unidos por terem ficado sem dinheiro. A personagem caiu no gosto popular e tornou-se um dos maiores destaques da trama. Fez uma participação especial no seriado A Cara do Pai, protagonizado por Leandro Hassum, interpretando "Iolanda", sogra do personagem principal. Em 2018, pôde ser vista em participações especiais no programa Tá no Ar: a TV na TV e na novela teen Malhação: Vidas Brasileiras, além de atuar na minissérie Infratores, a qual era exibida semanalmente dentro do Fantástico.
Em 2019, apareceu loira na minissérie de suspense Se Eu Fechar os Olhos Agora, interpretando a cafetina "Hanna Wizoreck". Neste ano ainda, teve uma escalação controversa na novela A Dona do Pedaço, escrita por Walcyr Carrasco para o horário nobre. Sua personagem, "Cornélia Marcondo", é mãe de "Eusébio", papel defendido por Marco Nanini. Os atores têm apenas sete anos de diferença de idade. Com as críticas, ao longo da trama, foi revelado o segredo de que "Cornélia" é, na verdade, sua irmã mais velha que o criou. Em 2020, interpretou ela mesma em algumas aparições na novela Salve-se Quem Puder, como uma atriz de novelas que contracena com a personagem "Petra".
Em 2023, ela esteve na série de suspense Codex 632, uma coprodução entre o Globoplay com a RTP e a SPi em Portugal. Interpreta "Luísa Toscano", uma mulher com princípio de Alzheimer que tem seu marido misteriosamente assassinado. Em 2024, integra o elenco da série Suíte Magnólia, do Canal Brasil. Ainda em 2024, foi confirmada a volta de Betty às novelas em Volta por Cima, onde interpretará a socialite falida "Belissa". Ela é descrita na sinopse da novela como uma mulher de beleza marcante e que preservou sua elegância dos tempos áureos da alta sociedade carioca, até que o dinheiro da família se esgotou.

## Vida pessoal
É mãe da também atriz Alexandra Marzo, fruto do seu casamento com o ator Cláudio Marzo. Foi também casada com o diretor e ator Daniel Filho, com quem tem um filho, João de Faria Daniel. Betty é ainda avó de Giulia, filha de Alexandra, de Antônio e dos gêmeos Valentina e João Paulo, filhos de João de Faria Daniel.
Betty posou duas vezes para a revista Playboy Brasil: em agosto de 1978 e outubro de 1984. O sucesso de Tieta no México foi tão grande que Betty posou, em novembro de 1992, para a Playboy México. 
Nascida em lar católico, a atriz foi umbandista por mais de vinte anos, até que em 1996 converteu-se ao Budismo de Nitiren.

## Teatro
| Ano     | Título                   | Personagem         | Direção                                            |
| ------- | ------------------------ | ------------------ | -------------------------------------------------- |
| 1963    | Pequenos Burgueses       | Pólia              | José Celso Martinez Corrêa                         |
| 1965    | As Inocentes do Leblon   |                    | Antônio Cabo                                       |
| 1966    | João Amor e Maria        | Maria              | Kleber Santos                                      |
| 1966    | Onde Canta o Sabiá       |                    | Paulo Afonso Grisolli                              |
| 1967    | Sabiá 67                 |                    | Paulo Afonso Grisolli                              |
| 1967    | O Bravo Soldado Schweik  |                    |                                                    |
| 1968    | A Falsa Criada           |                    | [ 1 ]                                              |
| 1976    | Putz                     |                    | Osmar Rodrigues Cruz                               |
| 1973    | Calabar                  |                    | Fernando Peixoto                                   |
| 1983    | Amor Vagabundo           |                    | Domingos de Oliveira                               |
| 1992    | Betty na Estrada         | Vários personagens | Lennie Dale                                        |
| 1996    | Camaleoa                 |                    | Marília Pêra                                       |
| 1999    | Um Caso de Vida ou Morte |                    | Flávio Marinho, Marcos Alvisi e Gilberto Gawronsky |
| 2006    | BettyFaria.doc           | Ela mesma          | Luís Salém                                         |
| 2009–11 | Shirley Valentine        | Shirley Valentine  | Guilherme Leme                                     |
| 2015    | A Atriz                  | Lydia Martin       |                                                    |

## Filmografia

### Televisão
| Ano  | Título                           | Papel                                       | Notas                                                                      |
| ---- | -------------------------------- | ------------------------------------------- | -------------------------------------------------------------------------- |
| 1965 | TNT                              | Secretária                                  |                                                                            |
| 1965 | Alô, Dolly!                      | Bailarina                                   |                                                                            |
| 1965 | Dick & Betty 17                  | Apresentadora                               |                                                                            |
| 1967 | Festival Internacional da Canção | Apresentadora                               |                                                                            |
| 1969 | Os Acorrentados                  | Sônia Maria                                 |                                                                            |
| 1969 | A Última Valsa                   | Marion                                      |                                                                            |
| 1969 | Rosa Rebelde                     |                                             |                                                                            |
| 1969 | Véu de Noiva                     | Irene                                       |                                                                            |
| 1970 | Pigmalião 70                     | Sandra                                      |                                                                            |
| 1970 | A Próxima Atração                | Cecília (Ciça)                              |                                                                            |
| 1970 | O Homem Que Deve Morrer          | Inês                                        |                                                                            |
| 1971 | Caso Especial                    | Aparecida Genovese (Cida)                   | Episódio: "O Crime do Silêncio"                                            |
| 1972 | O Bofe                           | Guiomar                                     |                                                                            |
| 1973 | Cavalo de Aço                    | Joana                                       |                                                                            |
| 1973 | Caso Especial                    | Maria Rosa                                  | Episódio: "Irmão Mar, Irmão Terra"                                         |
| 1974 | O Espigão                        | Lazinha Chave-de-Cadeia                     |                                                                            |
| 1974 | Caso Especial                    | Sara                                        | Episódio: "A Feiticeira"                                                   |
| 1974 | Caso Especial                    | Marta                                       | Episódio: "Boas Festas e Feliz Natal"                                      |
| 1975 | Roque Santeiro                   | Porcina da Silva (Viúva Porcina)            | Versão censurada                                                           |
| 1975 | Pecado Capital                   | Maria Lúcia Batista (Lucinha / Lucy Jordan) |                                                                            |
| 1976 | Duas Vidas                       | Leda Maria                                  |                                                                            |
| 1978 | Brasil Pandeiro                  | Apresentadora / Vários personagens          |                                                                            |
| 1979 | Plantão de Polícia               | Elisa do Nascimento (Lili Carabina)         | Episódio: "A História de Lili Carabina"                                    |
| 1980 | Água Viva                        | Lígia Prado Fragonard                       |                                                                            |
| 1981 | Baila Comigo                     | Joana Lobato                                |                                                                            |
| 1982 | Gente Fina É Outra Coisa         | Vários personagens                          | Episódio: "O Amor Tem o Ciclo das Flores"                                  |
| 1983 | Bandidos da Falange              | Marluce                                     |                                                                            |
| 1983 | Caso Especial                    | Lenita                                      | Episódio: "Adeus, Marido Meu"                                              |
| 1983 | Caso Especial                    | Arlete                                      | Episódio: "A Hora do Carrasco"                                             |
| 1984 | Partido Alto                     | Jussara Pinto Ferreira de Souza Santos      |                                                                            |
| 1984 | Betty Faria Especial             | Vários personagens                          |                                                                            |
| 1986 | Anos Dourados                    | Glória Cantanhede                           |                                                                            |
| 1989 | O Salvador da Pátria             | Marina Campos Sintra                        |                                                                            |
| 1989 | Tieta                            | Antonieta Esteves Cantarelli (Tieta)        |                                                                            |
| 1992 | Você Decide                      | Yolanda Nery                                | Episódio: "A Outra"                                                        |
| 1992 | De Corpo e Alma                  | Antônia Santos Varella                      |                                                                            |
| 1993 | Verão Quente                     | Simone Arruda                               |                                                                            |
| 1994 | Programa de Auditório            | Lana                                        | Especial da Globo                                                          |
| 1994 | Incidente em Antares             | Rosa (Rosinha)                              |                                                                            |
| 1995 | A Idade da Loba                  | Valquíria                                   |                                                                            |
| 1996 | O Campeão                        | Marilisa                                    | Episódio: "25 de março"                                                    |
| 1997 | A Indomada                       | Miranda de Sá Maciel (Juíza Mirandinha)     | [ 83 ]                                                                     |
| 1998 | Você Decide                      | Maria Helena Batista                        | Episódio: "Seria Trágico, Se Não Fosse Cômica"                             |
| 1998 | Pecado Capital                   | Ela mesma                                   | Participação especial                                                      |
| 1998 | Labirinto                        | Leonor Quental Martins Fraga                |                                                                            |
| 1999 | Suave Veneno                     | Carlota Valdez                              |                                                                            |
| 2000 | Sai de Baixo                     | Vanusa Limão (Vanusa Van Van)               | Episódio: "Duro de Debutar"                                                |
| 2001 | A Grande Família                 | Selma Carrara (Selminha Paraíso)            | Episódio: "O Filho da Mãe"                                                 |
| 2005 | América                          | Djanira Pimenta (Pimenta)                   |                                                                            |
| 2006 | Alma Gêmea                       | Marielza                                    | Episódio: "10 de março"                                                    |
| 2006 | Sob Nova Direção                 | Dona Altiva Y Silva                         | Episódio: "É a Mãe!"                                                       |
| 2006 | Pé na Jaca                       | Laura Leiva Barra                           |                                                                            |
| 2007 | A Grande Família                 | Selma Carrara (Selminha Paraíso)            | Episódio: "Sem Vergonha é a Mãe"                                           |
| 2007 | Duas Caras                       | Bárbara Carreira                            |                                                                            |
| 2008 | A Grande Família                 | Selma Carrara (Selminha Paraíso)            | Episódio: "Vovó Gatinha"                                                   |
| 2010 | Uma Rosa com Amor                | Amália Petroni                              |                                                                            |
| 2012 | As Brasileiras                   | Muriel Aragão                               | Episódio: "A Doméstica de Vitória"                                         |
| 2012 | Avenida Brasil                   | Pilar Albuquerque Bragança                  |                                                                            |
| 2014 | Boogie Oogie                     | Madalena Veiga Azevedo Fraga                |                                                                            |
| 2014 | Passionais                       | Carmen Saldanha                             |                                                                            |
| 2015 | Tomara que Caia                  | Dona Irinéia                                | Episódio: "Um Sogro do Outro Mundo"                                        |
| 2016 | Criança Esperança: Edição 2016   | Antonieta Esteves Cantarelli (Tieta)        |                                                                            |
| 2017 | A Força do Querer                | Elvira Gomez Garcia (Elvirinha)             | [ 86 ]                                                                     |
| 2017 | A Cara do Pai                    | Iolanda                                     | Episódio: "Querida Sogra"                                                  |
| 2018 | Tá no Ar: a TV na TV             | Ela mesma                                   | Episódio: "18 de abril"                                                    |
| 2018 | Infratores                       | Maria Lúcia (Marilu)                        |                                                                            |
| 2018 | Malhação: Vidas Brasileiras      | Olívia Rosa                                 | Episódios: "13–23 de agosto"                                               |
| 2019 | Se Eu Fechar os Olhos Agora      | Hanna Wizoreck                              |                                                                            |
| 2019 | A Dona do Pedaço                 | Cornélia Macondo Ferreira                   |                                                                            |
| 2020 | Salve-se Quem Puder              | Ela mesma                                   | Episódio: "22 de fevereiro" Episódio: "3 de março" Episódio: "24 de junho" |
| 2023 | Codex 632                        | Luísa Toscano                               |                                                                            |
| 2024 | Suíte Magnólia                   | Eva                                         |                                                                            |
| 2024 | Tributo                          | Ela mesma                                   | Episódio: "Ary Fontoura"                                                   |
| 2024 | Volta por Cima                   | Belisa Góis de Macedo                       |                                                                            |
| 2025 | Tributo                          | Ela mesma                                   | Episódio: "Francisco Cuoco"                                                |

### Cinema
| Ano  | Título                                | Papel                               | Notas                           |
| ---- | ------------------------------------- | ----------------------------------- | ------------------------------- |
| 1964 | O Beijo                               | Moça na Boate                       |                                 |
| 1967 | A Lei do Cão                          | Marta                               |                                 |
| 1968 | As Sete Faces de Um Cafajeste         | Gildinha                            |                                 |
| 1971 | As Piranhas do Asfalto                | Piranha                             |                                 |
| 1971 | Os Monstros de Babaloo                | Martina                             |                                 |
| 1972 | Som, Amor e Curtição                  | —                                   |                                 |
| 1974 | A Estrela Sobe                        | Leniza Mayer                        |                                 |
| 1975 | O Casal                               | —                                   |                                 |
| 1976 | Dona Flor e Seus Dois Maridos         | Leniza Mayer                        |                                 |
| 1978 | O Cortiço                             | Rita Baiana                         |                                 |
| 1979 | Bye Bye Brasil                        | Salomé                              |                                 |
| 1983 | O Bom Burguês                         | Neuza                               |                                 |
| 1987 | Anjos do Arrabalde                    | Dália                               |                                 |
| 1987 | Jubiabá                               | Madame Zaíra                        | também como produtora executiva |
| 1987 | Um Trem para as Estrelas              | Camila                              |                                 |
| 1988 | Romance da Empregada                  | Fausta                              |                                 |
| 1989 | Lili, A Estrela do Crime              | Elisa do Nascimento / Lili Carabina |                                 |
| 1992 | Perfume de Gardênia                   | Odete Vargas                        |                                 |
| 1997 | For All - O Trampolim da Vitória      | Lindalva Sandrini                   |                                 |
| 2004 | Bens Confiscados                      | Isabela Siqueira (Serena)           | também como produtora           |
| 2004 | Sexo, Amor e Traição                  | Yara                                |                                 |
| 2007 | Chega de Saudade                      | Elza                                |                                 |
| 2013 | Casa da Mãe Joana 2                   | Dona Aracy                          |                                 |
| 2017 | Pedro Sob a Cama                      | Avó                                 |                                 |
| 2018 | Luz, Câmera e Barreto                 | Ela mesma                           | Documentário                    |
| 2018 | Rogéria, Senhor Astolfo Barroso Pinto | Ela mesma                           | Documentário                    |
| 2024 | Como Chorar Sem Derreter              | Elisabeth                           | Curta-metragem                  |
| 2025 | A Lista                               | Nilcedes (Nil)                      |                                 |
| 2025 | Enterre Seus Mortos                   | Tia Helena                          | [ 100 ]                         |

## Prêmios e indicações
| Ano  | Associações                                         | Categoria                                                                | Nomeações                        | Resultado | Ref.    |
| ---- | --------------------------------------------------- | ------------------------------------------------------------------------ | -------------------------------- | --------- | ------- |
| 1970 | Troféu Helena Silveira                              | Melhor Atriz Coadjuvante                                                 | Pigmalião 70                     | Venceu    | [ 1 ]   |
| 1974 | Prêmio Air France de Cinema                         | Melhor Atriz                                                             | A Estrela Sobe                   | Venceu    | [ 101 ] |
| 1974 | Prêmio APCA de Televisão                            | Melhor Atriz — Televisão                                                 | O Espigão                        | Venceu    | [ 102 ] |
| 1977 | Melhores do Ano Revista Contigo!                    | Melhor Atriz                                                             | Duas Vidas                       | Venceu    | [ 103 ] |
| 1976 | Prêmio APCA de Televisão                            | Melhor Atriz — Televisão                                                 | Pecado Capital                   | Venceu    | [ 102 ] |
| 1987 | Festival de Cinema de Gramado                       | Melhor Atriz                                                             | Anjos do Arrabalde               | Venceu    | [ 1 ]   |
| 1988 | Festival Internacional de Cinema de Havana          | Melhor Atriz                                                             | Romance da Empregada             | Venceu    | [ 1 ]   |
| 1989 | Festival de Cinema do Rio                           | Melhor Atriz                                                             | Romance da Empregada             | Venceu    | [ 104 ] |
| 1989 | Festival de Cine Ibero-americano de Huelva          | Melhor Atriz                                                             | Romance da Empregada             | Venceu    | [ 1 ]   |
| 1989 | Prêmio Air France de Cinema                         | Melhor Atriz                                                             | Romance da Empregada             | Venceu    | [ 1 ]   |
| 1989 | Incontri di Cinema di Sorrento                      | Troféu Vitória de Sicca (atriz mais representativa do cinema brasileiro) | —                                | Venceu    | [ 105 ] |
| 1990 | Troféu Imprensa                                     | Melhor Atriz                                                             | Tieta                            | Indicado  |         |
| 1992 | Festival de Cinema de Brasília                      | Melhor Atriz Coadjuvante                                                 | Perfume de Gardênia              | Venceu    | [ 1 ]   |
| 1997 | Festival Internacional de Cinema de Punta del Leste | Melhor Atriz (menção honrosa)                                            | For All - O Trampolim da Vitória | Venceu    | [ 1 ]   |
| 2005 | Cine Ceará - Festival Ibero-americano de Cinema     | Melhor Atriz                                                             | Bens Confiscados                 | Venceu    | [ 106 ] |
| 2006 | Brazilian Film Festival of Miami                    | Homenagem especial (conjunto da obra)                                    | —                                | Venceu    | [ 1 ]   |
| 2008 | Prêmio Qualidade Brasil                             | Melhor Atriz de Cinema                                                   | Chega de Saudade                 | Indicada  | [ 107 ] |
| 2009 | Festival Internacional de Cinema de Cartagena       | Melhor Atriz Coadjuvante (com elenco feminino)                           | Chega de Saudade                 | Venceu    | [ 107 ] |
| 2009 | Prêmio Shell de Teatro                              | Melhor Atriz                                                             | Shirley Valentine                | Indicada  | [ 108 ] |
| 2009 | Prêmio Contigo! de Teatro                           | Melhor Atriz                                                             | Shirley Valentine                | Indicada  | [ 108 ] |
| 2012 | Festival de Cinema de Gramado                       | Troféu Oscarito                                                          | —                                | Venceu    | [ 109 ] |
| 2013 | Festival de Cinema de Vitória                       | Homenagem especial (Conjunto da obra)                                    | —                                | Venceu    | [ 110 ] |
| 2019 | Prêmios CinEuphoria                                 | Homenagem especial (Conjunto da obra)                                    | —                                | Venceu    | [ 107 ] |